# 普韋托
普韋托是剛果民主共和國的城鎮，由加丹加省負責管轄，位於姆韋魯湖西北岸，海拔高度918米，每年平均降雨量1,080毫米，鎮上有機場設施，2010年人口24,767。